# Pietro Mennea
Pietro Paolo Mennea (né le 28 juin 1952 à Barletta, mort le 21 mars 2013 à Rome,,) est un athlète italien, sprinteur, spécialiste notamment du 200 mètres, discipline dans laquelle il obtint un titre olympique à Moscou 1980 et détint pendant 17 ans le record du monde en 19 s 72 réalisé le 12 septembre 1979 à Mexico. Il est toujours l'actuel détenteur du record d'Europe du 200 m. Moins à l'aise sur 100 mètres, il fut tout de même champion d'Europe sur cette distance en 1978 et a détenu le record d'Europe en 10 s 01.

## Biographie

### Carrière sportive
Mennea était un sprinteur d'un gabarit plutôt modeste (1,77 m pour 69 kg), mais extrêmement véloce. Il avait pour habitude de pointer l'index vers le ciel lorsqu'il remportait une course, le « doigt de Dieu » selon sa propre expression. Malgré l'interdiction faite aux athlètes lors des Jeux olympiques à Moscou de faire un tour d'honneur, il réussit à esquiver le service d'ordre et à faire le tour du stade, le doigt levé.

#### Débuts

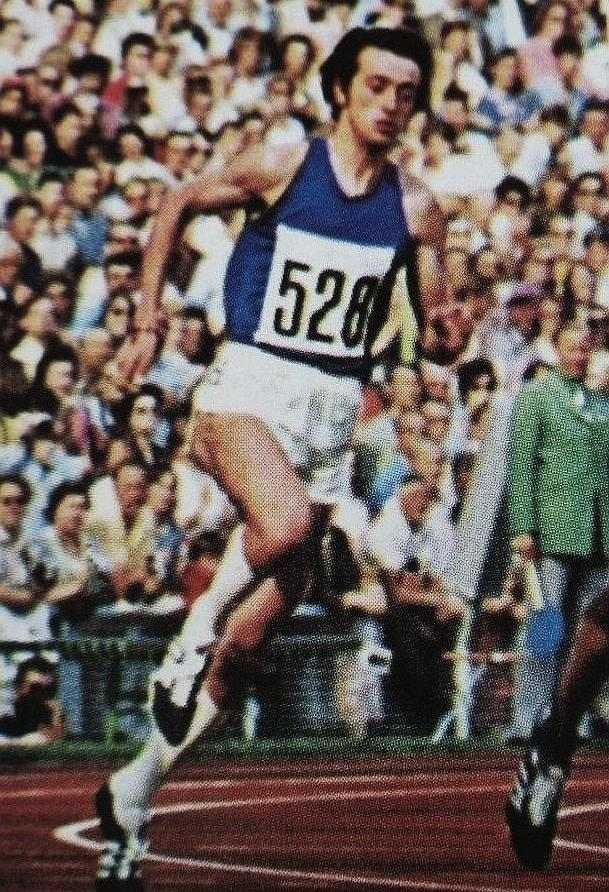
Pietro Mennea en 1972 (JO).

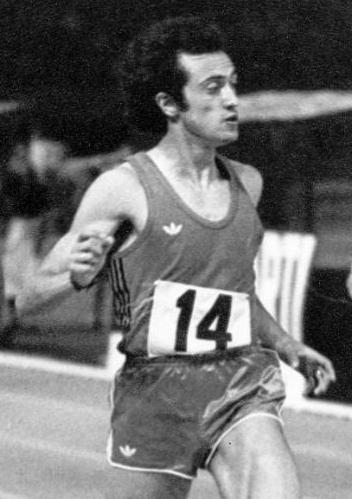
Pietro Mennea en 1972.

Il pratique d'abord la marche, avant de s'orienter vers le sprint, sous la houlette de Carlo Vittori. Celui-ci sera son entraîneur et son mentor durant toute sa carrière athlétique, à l'exception d'une période entre 1976 et 1978 où Vittori est licencié par la Fédération italienne. Il prépare notamment les Universiades de 1979 et le record du monde le plus durable de l'histoire du sprint.
Après des débuts lors des Championnats d'Europe d'athlétisme 1971, où il obtient une médaille de bronze avec le relais 4 × 100 mètres italien, le 21 juillet 1972, dans sa ville natale de Barletta, l’équipe italienne, composée de Franco Ossola, Luigi Benedetti, Pasqualino Abeti et Pietro Mennea, bat le record du monde du relais 4 × 200 m, en 1 min 21 s 5, avec un dernier 200 m lancé chronométré à 19 s 6. En octobre 1971, il remporte le 200 m et le relais 4 x 100 m lors des Jeux méditerranéens, en battant le record des Jeux en 20 s 7. Pietro Mennea participe à sa première finale olympique lors des Jeux olympiques d'été de 1972 à Munich : il y obtient à juste 20 ans une médaille de bronze sur 200 mètres, derrière Valeriy Borzov et Larry Black. Il revient des Universiades de 1973 à Moscou avec trois médailles, dont le titre sur 200 m en 20 s 56.
Lors des Championnats d'Europe d'athlétisme 1974 qui se déroulent à domicile à Rome, il décroche le titre européen sur 200 m, terminant également médaille d'argent du 100 m, derrière Borzov, et du 4 × 100 m, derrière l'équipe de France. Lors de la Coupe d'Europe des nations d'athlétisme 1975, à Nice, il termine 1er ex æquo du 100 m, en 10 s 40 selon la photo-finish, mais 24 heures après, les juges attribuent la victoire à Borzov. En 1976, jugeant ses performances trop faibles, il décide d'abord de ne pas participer aux Jeux olympiques d'été de 1976 de Montréal. Finalement, sous la pression populaire, il y participe tout de même, terminant finalement 4e sur 200 m et sur 4 × 100 m.
En 1978, il défend avec succès son titre de champion d'Europe en s'imposant largement en 20 s 16. Il prouve également qu'il peut être performant sur la distance du 100 m en gagnant également le titre européen en 10 s 27. Borzov étant sur le déclin, Mennea est désormais le meilleur sprinteur européen.

#### Record du monde du 200 m
L'année suivante, il se rend à Mexico pour participer aux Jeux mondiaux universitaires (il est alors étudiant en sciences politiques). Il bat le vieux record du monde de Tommie Smith (19 s 83 en 1968) en 19 s 72. Ce record, qui va finalement durer 17 ans jusqu'au record de Michael Johnson lors des sélections américaines en 1996, a été accueilli avec scepticisme, car il a été réalisé dans des conditions très avantageuses, en altitude et avec un fort vent favorable (+1,8 mètre par seconde). Mais Mennea démontrera par la suite que ce record n'était pas le fruit du hasard, en réalisant en 1980 le record du monde officieux au niveau de la mer avec un temps de 19 s 96, par vent nul. Lors de ces Universiades, Mennea s'approprie également le record d'Europe du 100 m en 10 s 01. Il s'agit même alors du meilleur chrono sur 100 mètres réalisé par un sprinter blanc, dans une discipline traditionnellement dominée par les coureurs noirs, performance qui sera battue par le Polonais Marian Woronin en 1984 et le Français Christophe Lemaitre en 2010.

#### Champion olympique
Il est désormais le grand favori des Jeux olympiques d'été de 1980 de Moscou et ce d'autant plus que les Américains sont absents pour cause de boycott. Mais sur le 100 m, il déçoit beaucoup, en étant éliminé en demi-finales. Après cet échec il n'a plus la faveur des pronostics pour le 200 m, sur lequel tout le monde s'attend à voir le vainqueur du 100 m, l'Écossais Allan Wells, s'imposer à nouveau. En finale, Wells prend une nette avance dans le virage, mais Mennea, au 8e couloir, réussit à rattraper l'Écossais en fin de course et le bat de justesse, en 20 s 19 contre 20 s 21 pour Wells. Lors du podium, c'est le drapeau du CONI et l'hymne olympique qui retentissent dans le stade Lénine. Mennea participe également au relais 4 × 400 mètres lors de ces jeux. Dernier relayeur de l'équipe italienne, son bon parcours permet à son équipe de décrocher la médaille de bronze.
Il annonce alors sa retraite sportive pour se consacrer à ses études de sciences politiques. Mais il revient sur sa décision pour participer aux premiers Championnats du monde d'athlétisme à Helsinki, compétition où il obtient une médaille de bronze sur 200 m, et une médaille d'argent sur le 4 × 100 m avec un record italien de 38 s 37 qui tiendra jusqu'aux 38 s 17 de Barcelone en 2010.
L'année suivante, il devient le premier athlète à participer à quatre finales olympiques de suite dans la même épreuve de course, finissant 7e du 200 m (mais Al Oerter au disque et Carl Lewis au saut en longueur avaient fait mieux en remportant quatre titres).
En 1984, il annonce qu'il se retire par dégoût du dopage, qui s'est beaucoup développé selon lui dans les années 1980. Il avoue s'être lui-même dopé à l'hormone de croissance humaine dans les dernières années de sa carrière. Il fera toutefois une nouvelle tentative de retour lors des Jeux olympiques de Séoul, mais celle-ci ne sera pas concluante.

### Après l'athlétisme
Il a épousé Manuela Olivieri, avocate. Il a poursuivi des études universitaires avec une première licence à Bari en sciences politiques, sur le conseil d'Aldo Moro, alors Ministre des Affaires Étrangères. Il a ensuite obtenu les licences en droit, "Sciences de l’Éducation Motrice" et Philosophie et Lettres.
Pietro Mennea exerce la profession d'avocat et de conseiller fiscal. Il est l'auteur de 20 livres.
Mennea est professeur contractuel de "Legislazione europea delle attività motorie e sportive" à la Faculté des Sciences de l’Éducation motrice de l'Université Gabriele-d'Annunzio de Chieti, dans la province de Chieti.
Outre sa carrière sportive, il a été curateur de faillites et enseignant d'éducation physique, député au Parlement européen de 1999 à 2004 et conseiller fiscal.
Il meurt d'un cancer le 21 mars 2013 à Rome. Il est enterré au cimetière Flaminio.
Le 22 juin 2018, Filippo Tortu bat le record d'Italie du 100 m de Mennea, vieux de 39 ans (10 s 01), en devenant le premier italien de l'histoire sous les 10 secondes.

## Hommage
Le 7 mai 2015, en présence du président du Comité national olympique italien (CONI), Giovanni Malagò, a été inauguré  le Walk of Fame du sport italien dans le parc olympique du Foro Italico de Rome, le long de Viale delle Olimpiadi. 100 tuiles rapportent chronologiquement les noms des athlètes les plus représentatifs de l'histoire du sport italien. Sur chaque tuile figure le nom du sportif, le sport dans lequel il s'est distingué et le symbole du CONI. L'une de ces tuiles lui est dédiée.

## Palmarès

### International
| Date | Compétition                    | Lieu        | Résultat | Épreuve   | Temps             |
| ---- | ------------------------------ | ----------- | -------- | --------- | ----------------- |
| 1971 | Championnats d'Europe          | Helsinki    | 6e       | 200 m     | 20 s 9            |
| 1971 | Championnats d'Europe          | Helsinki    | 3e       | 4 × 100 m | 39 s 8            |
| 1972 | Jeux olympiques                | Munich      | 3e       | 200 m     | 20 s 30           |
| 1972 | Jeux olympiques                | Munich      | 8e       | 4 × 100 m | 39 s 14           |
| 1973 | Universiade                    | Moscou      | 3e       | 100 m     | 10 s 48           |
| 1973 | Universiade                    | Moscou      | 1er      | 200 m     | 20 s 56           |
| 1973 | Universiade                    | Moscou      | 3e       | 4 × 100 m | 39 s 55           |
| 1974 | Championnats d'Europe          | Rome        | 2e       | 100 m     | 10 s 34           |
| 1974 | Championnats d'Europe          | Rome        | 1er      | 200 m     | 20 s 60           |
| 1974 | Championnats d'Europe          | Rome        | 2e       | 4 × 100 m | 38 s 88           |
| 1975 | Universiade                    | Rome        | 1er      | 100 m     | 10 s 28           |
| 1975 | Universiade                    | Rome        | 1er      | 200 m     | 20 s 28           |
| 1975 | Universiade                    | Rome        | 2e       | 4 × 100 m | 39 s 56           |
| 1976 | Jeux olympiques                | Montréal    | 4e       | 200 m     | 20 s 54           |
| 1976 | Jeux olympiques                | Montréal    | 6e       | 4 × 100 m | 39 s 08           |
| 1977 | Coupe du monde des nations     | Düsseldorf  | 4e       | 100 m     | 10 s 37           |
| 1977 | Coupe du monde des nations     | Düsseldorf  | 2e       | 200 m     | 20 s 17           |
| 1978 | Championnats d'Europe en salle | Milan       | 1er      | 400 m     | 46 s 51           |
| 1978 | Championnats d'Europe          | Prague      | 1er      | 100 m     | 10 s 27           |
| 1978 | Championnats d'Europe          | Prague      | 1er      | 200 m     | 20 s 16           |
| 1979 | Universiade                    | Mexico      | 1er      | 200 m     | 19 s 72 (RM)      |
| 1979 | Universiade                    | Mexico      | 1er      | 4 × 100 m | 38 s 42 (ER et CR |
| 1980 | Jeux olympiques                | Moscou      | 1er      | 200 m     | 20 s 19           |
| 1980 | Jeux olympiques                | Moscou      | 3e       | 4 × 400 m | 3 min 04 s 3      |
| 1983 | Championnats du monde          | Helsinki    | 3e       | 200 m     | 20 s 51           |
| 1983 | Championnats du monde          | Helsinki    | 2e       | 4 × 100 m | 38 s 37           |
| 1984 | Jeux olympiques                | Los Angeles | 7e       | 200 m     | 20 s 55           |
| 1984 | Jeux olympiques                | Los Angeles | 4e       | 4 × 100 m | 38 s 87           |
| 1984 | Jeux olympiques                | Los Angeles | 5e       | 4 × 400 m | 3 min 01 s 44     |

### National
- Championnats d'Italie d'athlétisme :
  - Plein air : vainqueur du 100 m en 1974, 1978 et 1980, du 200 m en 1971, 1972, 1973, 1974, 1976, 1977, 1978, 1979, 1980, 1983 et 1984[14].
  - Salle : vainqueur du 60 m en 1976, du 400 m en 1978[15].

## Records

### Records personnels
| Épreuve | Performance        | Lieu   | Date              |
| ------- | ------------------ | ------ | ----------------- |
| 100 m   | 10 s 01 (+0,9 m/s) | Mexico | 4 septembre 1979  |
| 200 m   | 19 s 72 (+1,8 m/s) | Mexico | 12 septembre 1979 |
| 400 m   | 45 s 87            | Formia | 15 mai 1977       |

### Records du monde
- Record du monde du 200 m en 19 s 72 en 1979 à Mexico (ce record tiendra 17 ans) et est toujours le record d'Europe.
- Record du monde du relais 4 x 200 m en 1 min 21 s 5 en 1972 à Barletta, le premier record du monde obtenu sur une piste Mondo inaugurée pour l’occasion.